# Porcellio lusitanus
Porcellio lusitanus là một loài chân đều trong họ Porcellionidae. Loài này được Verhoeff miêu tả khoa học năm 1907.